# Monasterio de San Francisco (Molina de Aragón)

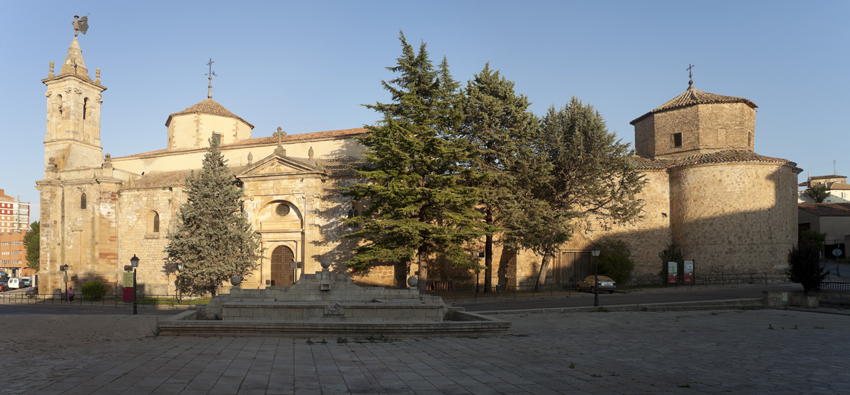
El monasterio de San Francisco.

El monasterio de San Francisco de Molina de Aragón fue un monasterio franciscano situado en la ciudad española de Molina de Aragón.
Fue fundado a finales del siglo XIII y en la actualidad el edificio es ocupado por una Residencia de la Tercera Edad, atendida por las Hermanas de la Caridad de Santa Ana, más otra pequeña parte que aloja el Museo Comarcal de Molina de Aragón.

## Historia del monasterio

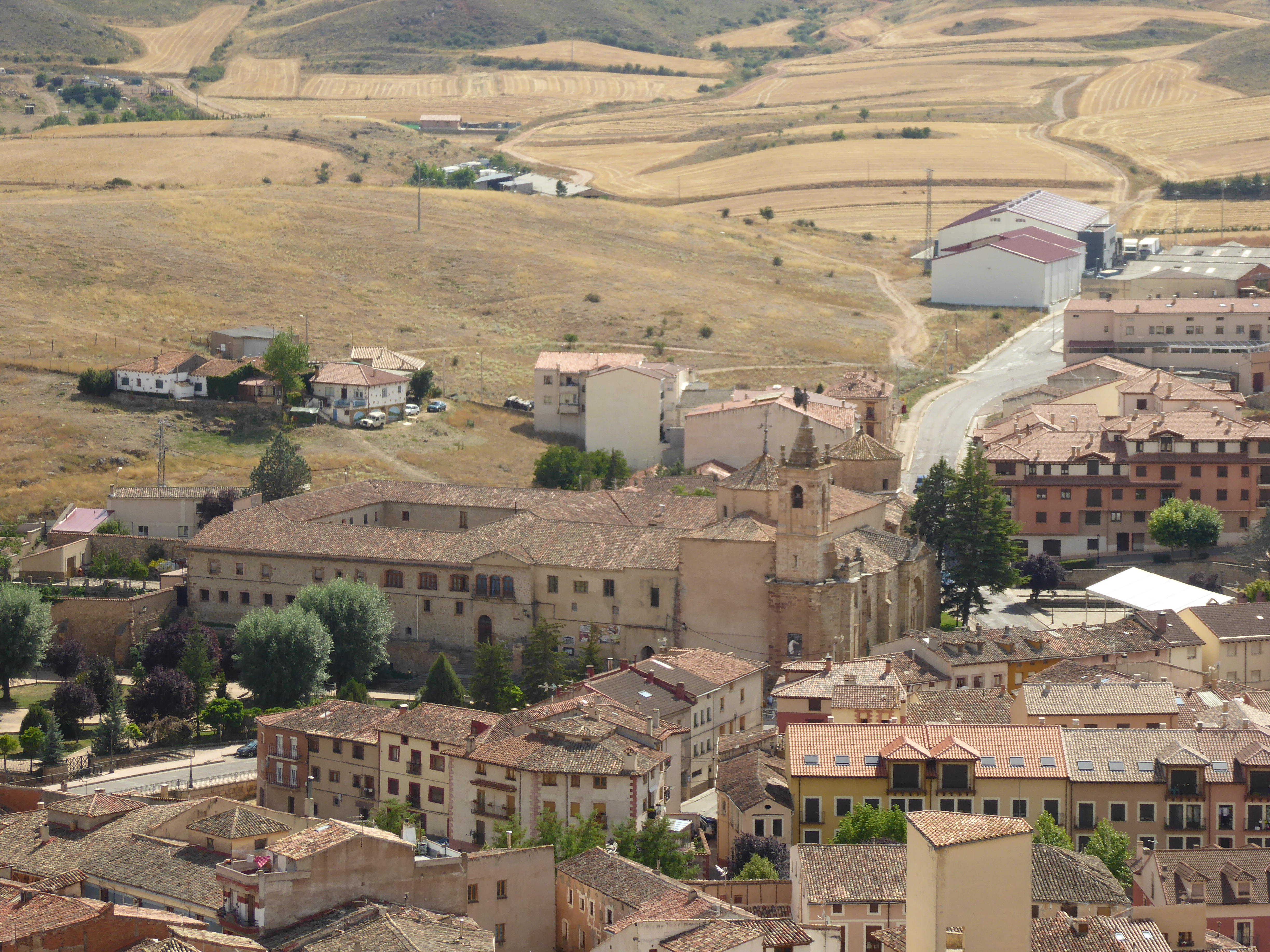
Vista del monasterio desde el castillo de Molina de Aragón

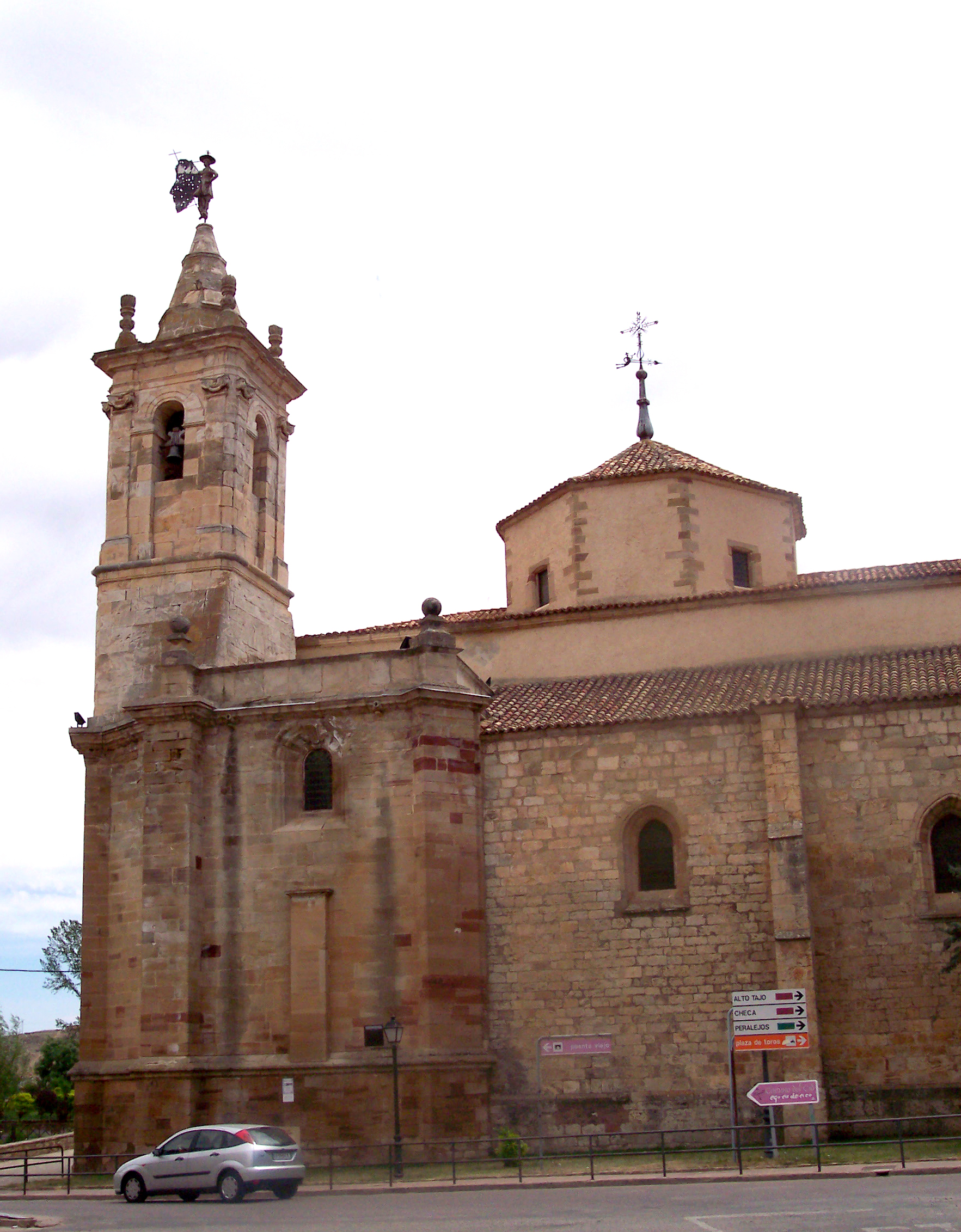
Iglesia y torre del monasterio de San Francisco.

Fue fundado en 1284 por Blanca Alfonso de Molina, quinta señora de Molina y Mesa, que era hija del infante Alfonso de Molina y nieta del rey Alfonso IX de León. El monasterio quedó establecido en una zona de la ciudad conocida como el arrabal de San Francisco, que quedaba fuera del recinto amurallado. La fundadora del monasterio manifestó su voluntad de ser sepultada ante el altar de Santa Isabel de la iglesia de San Francisco, en el que estaba sepultada su hija Mafalda, y dispuso que dicho monasterio debería ser siempre habitado por monjes de clausura, ya que en caso de no ser así pasaría a manos del Cabildo de clérigos de Molina de Aragón.
Blanca Alfonso de Molina también legó al monasterio de San Francisco, para pagar los sufragios por su alma, 5.000 maravedís anuales procedentes del impuesto llamado cabeza del pecho, que pagaban las aljamas judías, y la reina María de Molina, que era hermanastra de la fundadora, confirmó esta donación tras la muerte de aquella, y en 1298 ordenó a Alfonso Ruiz Carrillo, que era el alcaide del castillo de Molina de Aragón, o a los que sustituyeran a éste, que en caso de que los judíos no abonaran esta cantidad serían encerrados en el castillo, y no deberían darles de comer o beber hasta que lo hicieran. Y Blanca Alfonso de Molina también dejó establecido un aniversario anual por su alma, que debería ser celebrado por diez capellanes, y para ello destinó 500 maravedís procedentes de las salinas de Almallá y Traid, aunque posteriormente la cantidad se redujo a 400 maravedís.
A principios del siglo XVI se llevó a cabo la reforma de la Orden franciscana, primero por los Reyes Católicos y posteriormente por el Cardenal Cisneros. No obstante, el guardián del monasterio de San Francisco, fray Gonzalo de Tarancón, se opuso a dicha reforma y se encerró, junto con el resto de los frailes, en el interior del monasterio, manifestando que de allí no los sacaría nadie mientras vivieran, y la situación llegó a tal extremo que en 1525 Carlos I expidió una Provisión Real en la que ordenaba al alguacil de Casa y Corte de Molina de Aragón, Cristóbal Cacho, que ayudado por «Oficiales, Justicias, Caballeros, Escuderos e hombres buenos de la Villa», expulsara del monasterio a los frailes que resistían allí y que, posteriormente, lo entregara a los frailes de la Observancia Regular que serían enviados desde la ciudad de Toledo. Y el historiador Antonio Herrera Casado señala en su obra Monasterios y conventos de Castilla-La Mancha, que «una verdadera batalla, como un asedio y asalto a castillo, hubo de librarse». La Hermandad del Espíritu Santo de Molina de Aragón, que agrupaba a los sastres y a los calceteros de la ciudad, tenía su sede en la iglesia de San Francisco, aunque se desconoce la fecha de su fundación.
En noviembre de 1810, durante la Guerra de la Independencia Española, el general francés Roquet ordenó incendiar Molina de Aragón, y la cuarta parte de los edificios de la ciudad quedaron en ruinas, los franciscanos abandonaron su monasterio y éste resultó seriamente dañado. Y en 1836, debido a la Desamortización de Mendizábal, los religiosos fueron expulsados y el monasterio pasó ser propiedad del Estado, que lo convirtió en Hospital Civil. La iglesia quedó abandonada durante varias décadas, hasta que en 1886 el monasterio fue ocupado por las Hermanas de la Caridad de Santa Ana, que crearon un Hospital para personas pobres, al que llamaron Hospital de Santo Domingo. En la actualidad el edificio está ocupado por una residencia de la tercera edad atendida por dichas religiosas y por el Museo Comarcal de Molina de Aragón.

## La iglesia
Originalmente la iglesia del monasterio fue edificada en estilo gótico, pero posteriormente fue reedificada entre los siglos XVI y XVIII, coincidiendo con la época de mayor esplendor de la ciudad. Los muros del templo están reforzados con machones construidos con piedra de sillería, y en ellos hay ventanales en forma de arco semicircular. Una puerta de gran altura, cobijada por un arco saliente y orientada hacia el norte, permite acceder al templo, y en su remate, de forma triangular, aparece el escudo de la Orden franciscana.
Y sobre la portada de la capilla de la Venerable Orden Tercera, situada a los pies del templo, con ábside semicircular, y construida en el siglo XVIII, están colocados los escudos barrocos y de grandes dimensiones de esta Orden.
La iglesia es de una sola nave, y está cubierta con bóvedas de crucería que descansan sobre columnas. El presbiterio es recto, y a ambos lados de la cabecera del templo hay sendas capillas de estilo renacentista, siendo la del lado del Evangelio, que pertenecía a la familia Garcés de Marcilla, la más destacada por su ornamentación y sus escudos de armas, y la capilla del lado de la Epístola pertenecía a la familia Ruiz de Molina. Y a los pies del templo, y en alto, está situado el coro de la iglesia, que es de grandes dimensiones.

### El sepulcro de Blanca Alfonso de Molina

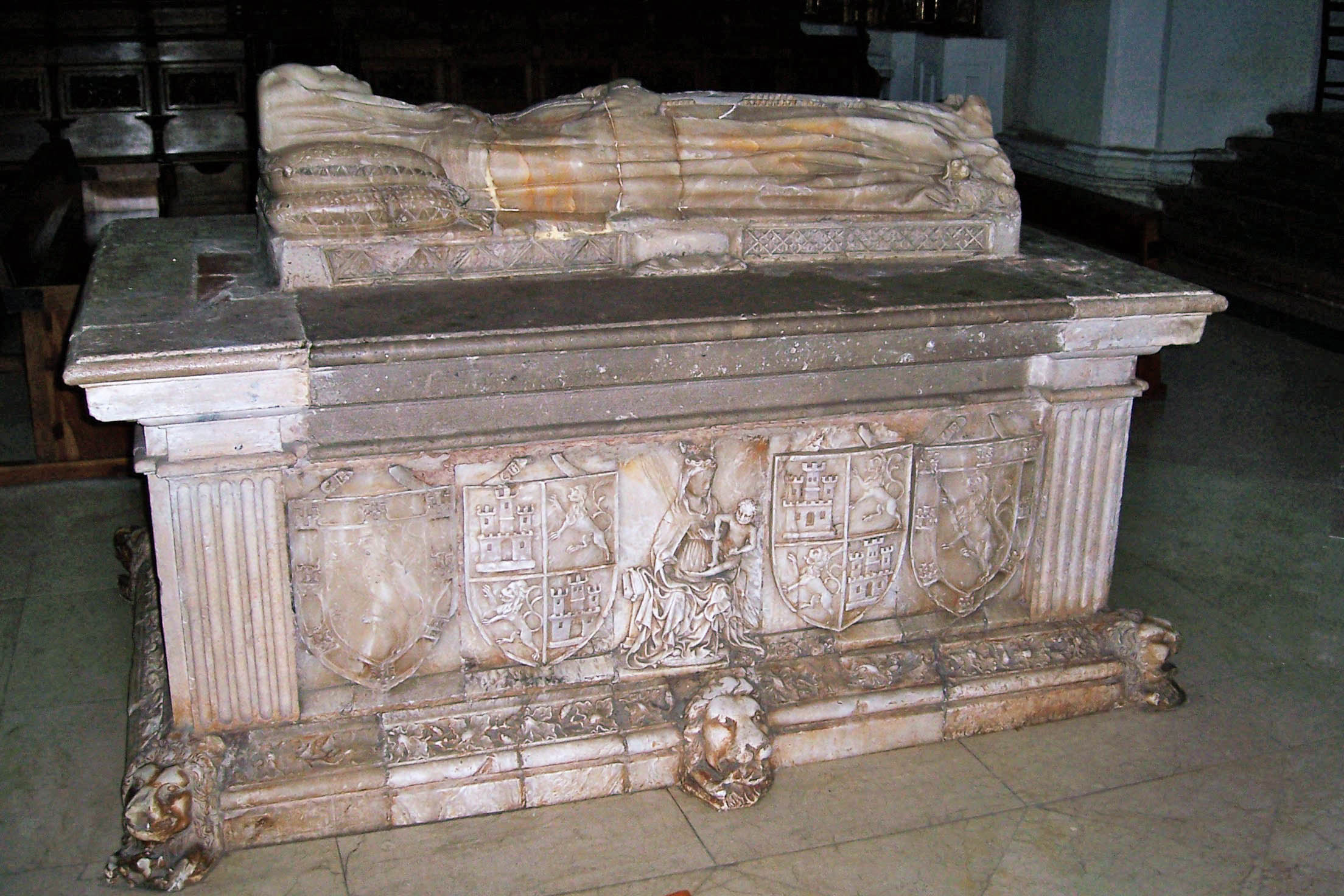
Sepulcro de la reina María de Molina. (Monasterio de las Huelgas Reales de Valladolid).

La fundadora del monasterio recibió sepultura, tal y como había dispuesto en su testamento, en el monasterio de San Francisco, y sus restos mortales descansaban en un sepulcro colocado en el centro de la iglesia del monasterio. Según los antiguos cronistas el sepulcro era de piedra y de estilo románico, de gran tamaño, y estaba adornado con varios escudos de armas tallados y policromados de Blanca Alfonso de Molina, en los que aparecía un león rampante rojo sobre fondo de plata rodeado por ocho castillos, que debían ser idénticos al escudo utilizado por la reina María de Molina, y parecido al utilizado por su padre, el infante Alfonso de Molina. Y, según esta descripción, es posible que el sepulcro se asemejara, como señalan diversos autores, al sepulcro de Alfonso VIII de Castilla y de Leonor de Plantagenet, que se encuentra en la iglesia del monasterio de las Huelgas de Burgos, donde fue sepultada Isabel Alfonso de Molina, que era la hija mayor de Blanca Alfonso de Molina.
En el siglo XIX, tras la Desamortización de Mendizábal, los restos mortales de Blanca Alfonso de Molina fueron trasladados desde el monasterio de San Francisco a la iglesia de San Gil de Molina de Aragón, donde fueron depositados en una urna situada en el lado del Evangelio del presbiterio, aunque desaparecieron, junto con numerosas obras de arte, durante el grave incendio que destruyó completamente el interior de la iglesia en 1915.

## La torre y elGiraldode Molina
Diversos autores señalan que, aunque no hay documentación sobre ello, el estilo de la torre se corresponde con el de finales del siglo XVIII. La torre de la iglesia es de planta cuadrada y tiene tres cuerpos, dos de los cuales sobresalen por encima de la cubierta del templo. En el cuerpo superior de la torre, que está adornado con capiteles y molduras, están colocadas varias campanas, y la torre está rematada por una cúpula sobre la que descansa una veleta de madera, forrada con chapas metálicas, que representa a un arcángel portando una bandera, que es conocido como el Giraldo de Molina.